# Pauwels van Hillegaert
Pauwels van Hillegaert (Amsterdam, 1596–1640) va ser un pintor de l'edat d'or dels Països Baixos, principalment de paisatges i escenes militars.

## Biografia

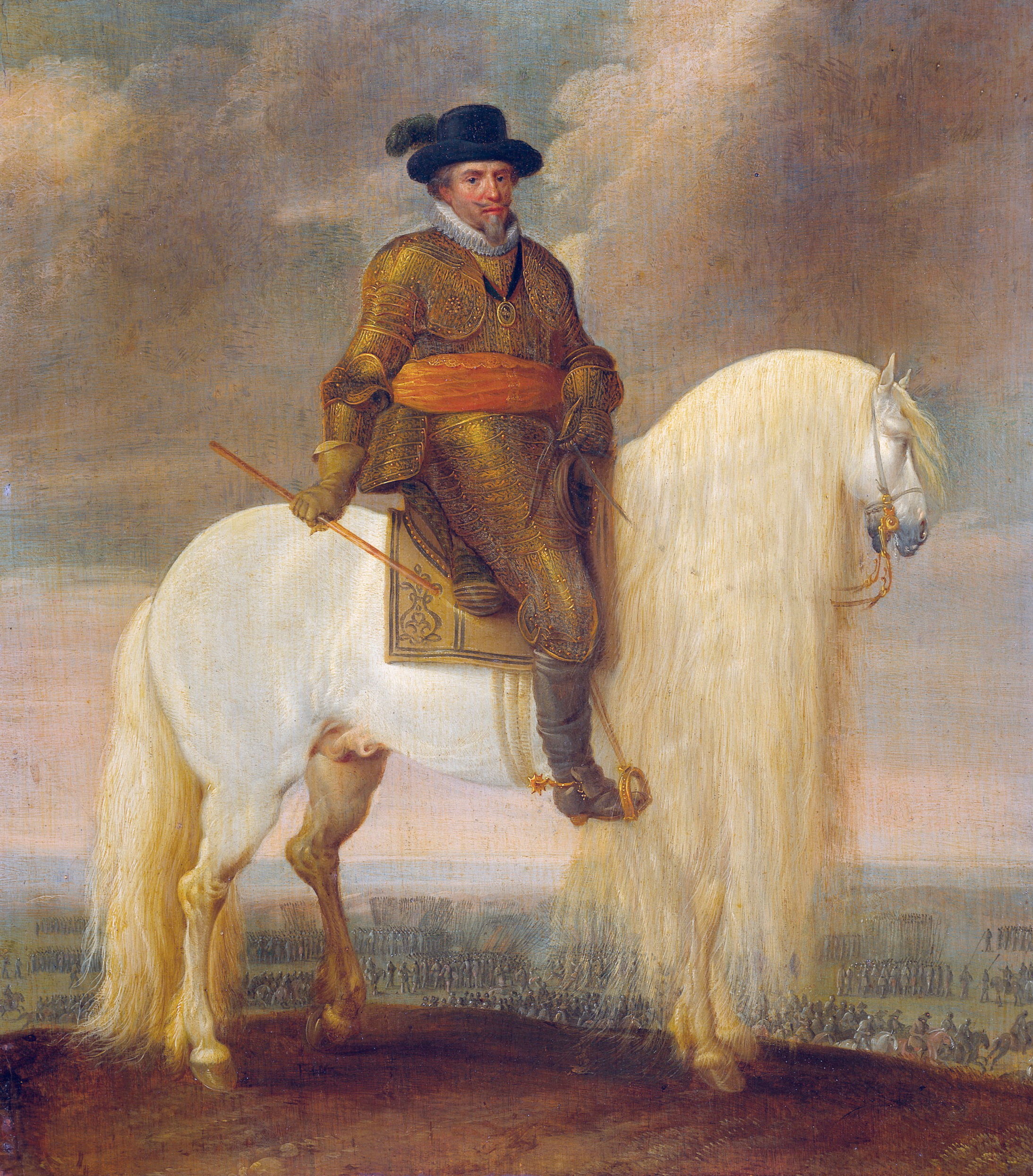
Prins Maurits

Pauwels va ser batejat el 29 de juliol de 1596 a Amsterdam. Els seus pares eren Francois van Hillegaert i Janneke Spierinx. Es va casar amb Anneken Homis, d'Anvers, el 1620 (la llicència de matrimoni és del 27 de juny de 1620), amb qui va tenir diversos fills, entre els quals destaca el també pintor Pauwels van Hillegaert II (1621–1658). Aquest fill es va casar amb Cornelia de Vlieger (filla de Simon de Vlieger) i va tenir dues filles. Quan el jove Pauwels va morir, com el seu pare, bastant jove, Cornelis de Bie va dedicar-li un poema commemoratiu.
Pauwels Sr. va guanyar una comissió reial per pintar escenes bèl·liques, destacant la del Setge de 's-Hertogenbosch, el 1629. També va guanyar una comissió per la batalla de Nieuwpoort. També va pintar paisatges italianitzats, però és admirat sobretot per les seves obres amb cavalls i armadures.